# Schreibbuch (Kreatives Schreiben)
Schreibbücher (auch Schreibratgeber oder Autorenratgeber genannt) bezeichnet Bücher, die das kreative Schreiben lehren sollen. Seit den 1990er-Jahren setzte sich auch in Deutschland immer mehr die Erkenntnis durch, dass Schreiben, auch belletristisches Schreiben, genau so gelehrt und gelernt werden kann wie etwa Malen oder Musizieren.
Die meisten Schreibbücher sind Übersetzungen US-amerikanischer Bücher, da diese Idee in den USA schon viel früher Fuß gefasst hat. Vor allem der Autorenhaus Verlag hat sich auf entsprechende Veröffentlichungen spezialisiert. Zweitausendeins hat dagegen sein publizistisches Engagement auf diesem Gebiet bis auf einige Titel von Sol Stein wieder eingestellt.
Neue Schreibratgeber beziehen sich auf E-Books, wobei auf das Schreiben selbst wie auch auf das Vermarkten eingegangen wird.